# Patrimonio culturale immateriale

Logo UNESCO del patrimonio culturale immateriale

Il patrimonio culturale immateriale (ICH - intangible cultural heritage) è composto dalle tradizioni trasmesse all'interno di una comunità e può comprendere pratiche sociali, tradizioni, riti, feste, espressioni orali, artistiche o pratiche legate alla natura e all'artigianato e gli strumenti, oggetti, manufatti e spazi culturali ed essi legati.
Il patrimonio culturale consiste nei prodotti e nei processi di una cultura che vengono preservati e tramandati attraverso le generazioni. Parte del patrimonio culturale assume la forma di manufatti tangibili come edifici o opere d'arte. Molte parti della cultura, tuttavia, sono intangibili, tra queste il canto, la musica, la danza, il teatro, l'abilità, la cucina, l'artigianato e i festival. 
L'importanza del patrimonio culturale immateriale non risiede tanto nella sua espressione finale quanto nella trasmissione delle sue forme, delle conoscenze e competenze di generazione in generazione.
L'UNESCO riconosce l'importanza del patrimonio culturale immateriale per la tutela della diversità culturale e per incoraggiare il dialogo e la comprensione interculturale. 
A tutela del mantenimento e della trasmissione del patrimonio culturale immateriale il 17 ottobre del 2003 è stata adottata la "Convenzione per la salvaguardia del patrimonio culturale immateriale" la cui ratifica da parte degli stati li vincola ad applicare misure di tutela per il patrimonio immateriale.
Dal 2024, il 17 ottobre è la giornata mondiale del patrimonio culturale immateriale.

## Definizione
La Convenzione per la salvaguardia del patrimonio culturale immateriale definisce il patrimonio culturale immateriale come le pratiche, le rappresentazioni, le espressioni, nonché le conoscenze e le abilità (inclusi strumenti, oggetti, manufatti, spazi culturali), che le comunità, i gruppi e, in alcuni casi, gli individui riconoscono come parte del loro patrimonio culturale . A volte è chiamato patrimonio culturale vivente e si manifesta tra l'altro nei seguenti domini:
- tradizioni ed espressioni orali, ivi compreso il linguaggio come veicolo del patrimonio culturale immateriale
- arti dello spettacolo
- consuetudini sociali, rituali ed eventi festivi
- cognizioni e pratiche riguardanti la natura e l'universo

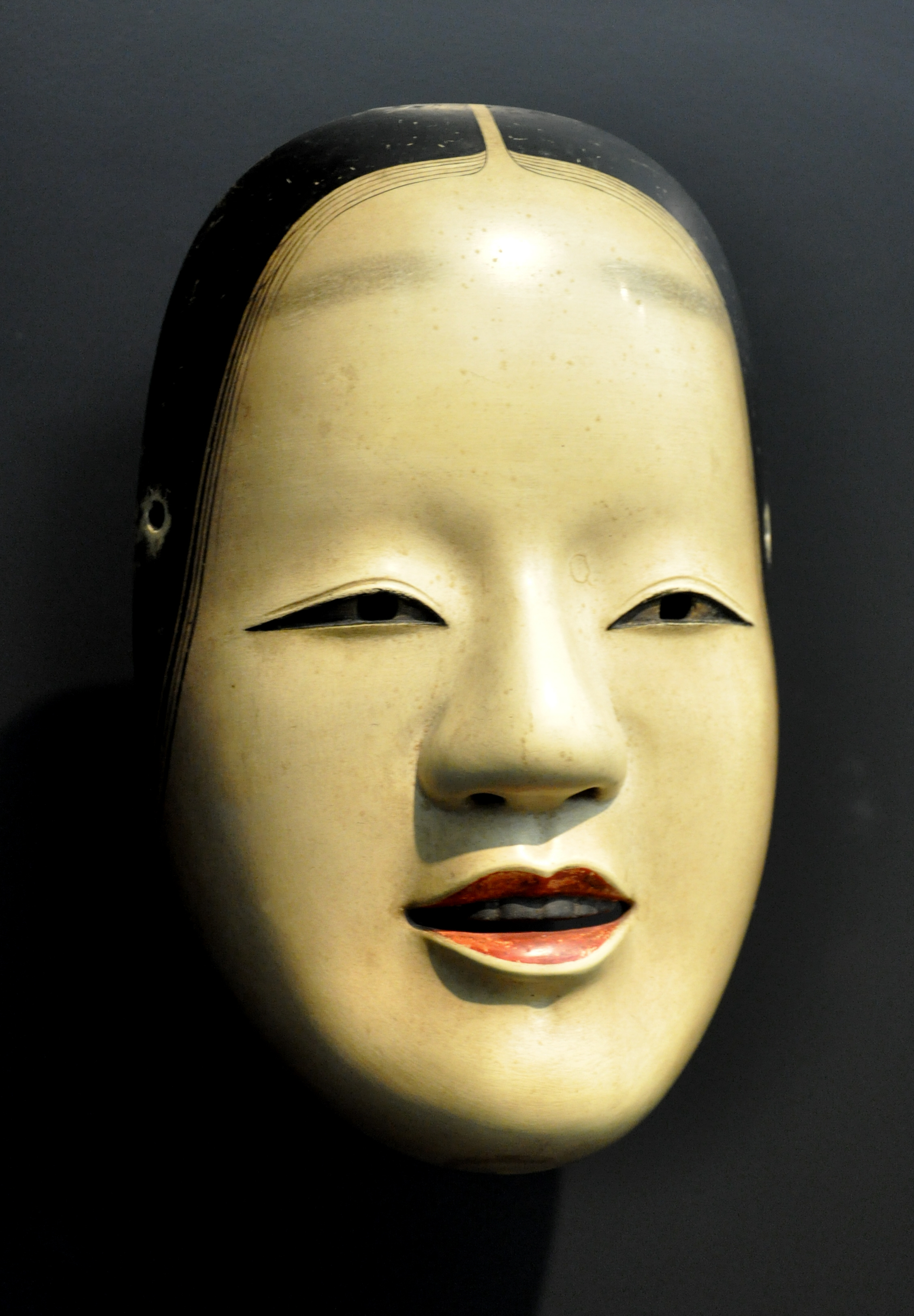
Maschera Nō; il Giappone è stato il primo paese a introdurre una legislazione per proteggere e promuovere il suo patrimonio immateriale

- artigianato tradizionale

### Storia orale
Il patrimonio culturale immateriale è leggermente diverso dalla disciplina della storia orale, la registrazione, la conservazione e l'interpretazione delle informazioni storiche (in particolare, la tradizione orale), basate sulle esperienze personali e le opinioni del relatore. ICH tenta di preservare il patrimonio culturale "con" le persone o la comunità proteggendo i processi che consentono di tramandare tradizioni e conoscenze condivise mentre la storia orale cerca di raccogliere e conservare informazioni storiche ottenute da individui e gruppi.

### Patrimonio alimentare
Con lo sviluppo sostenibile che acquisisce slancio come priorità delle politiche del patrimonio UNESCO, viene presentato un numero crescente di candidature legate all'alimentazione per l'iscrizione negli elenchi della Convenzione per la salvaguardia del patrimonio culturale immateriale. La prima candidatura legata alle tradizioni agro-alimentari è costituita dalla dieta mediterranea,, che fu promossa dal Ministero dell'Agricoltura sotto la spinta di un gruppo di esperti guidati dal professor Pier Luigi Petrillo. Il riconoscimento della Dieta mediterranea, ottenuto dopo un lungo negoziato il 16 novembre 2010, spinse l'Unesco a riconoscere valore culturale a tutte le pratiche alimentari. Successivamente furono iscritte nella Lista dell'Unesco anche la cucina tradizionale messicana e la cucina tradizionale giapponese (washoku) e, ad agosto 2020, secondo i dati del volume "The Legal Protection of Intangible Cultural Heritage" (Springer 2020), il 35% degli elementi iscritti nella lista sono riconducibili al patrimonio culturale immateriale.

### Patrimonio della danza
Gli elenchi dell'UNESCO del patrimonio culturale immateriale includono anche una varietà di generi di danza, spesso associati a canti, musica e celebrazioni, provenienti da tutto il mondo. Le liste includono: danze celebrative e rituali, come "Ma'di bowl lyre music and dance" dall'Uganda e "Kalbelia folk songs and dances of Rajasthan" dall'India e danze sociali, come rumba da Cuba. Inoltre, alcune danze sono localizzate e praticate principalmente nel loro paese di origine, come Sankirtana, un'arte performativa che include percussioni e canti, dall'India.
Altre forme di danza, tuttavia, anche se sono ufficialmente riconosciuti come patrimonio del loro paese di origine, sono praticati e goduti in tutto il mondo. Ad esempio, il flamenco dalla Spagna e il tango, dall'Argentina e dall'Uruguay, hanno una dimensione molto internazionale. La danza è un fenomeno molto complesso, che coinvolge la cultura, le tradizioni, l'uso di corpi umani, manufatti (come costumi e oggetti di scena), nonché un uso specifico della musica, dello spazio e talvolta della luce. Di conseguenza, molti elementi tangibili e intangibili sono combinati all'interno della danza, rendendola un tipo di patrimonio impegnativo ma estremamente interessante da salvaguardare.

### Patrimonio digitale
Il patrimonio digitale è una rappresentazione del patrimonio nel regno digitale.

### Patrimonio digitale intangibile
Il patrimonio immateriale digitale è una sottocategoria del patrimonio culturale immateriale.

## La tutela e le liste

### Prima della convenzione
Prima della Convenzione dell'UNESCO, alcuni stati avevano già compiuto sforzi per salvaguardare il loro patrimonio immateriale. Il Giappone, con la sua legge del 1950 per la protezione delle proprietà culturali, è stato il primo a introdurre una legislazione per preservare e promuovere la cultura intangibile e tangibile: importanti proprietà culturali intangibili sono designate e "detentori" riconosciuti di queste tradizioni artigianali e di performance, conosciute informalmente come tesori nazionali viventi. Altri paesi, tra cui la Corea del Sud, le Filippine, gli Stati Uniti, la Thailandia, la Francia, la Romania, la Repubblica Ceca e la Polonia, hanno creato programmi simili.

### La creazione delle liste

Stati membri della "Convenzione per la salvaguardia del patrimonio culturale immateriale"

La prima selezione di patrimoni, denominata "capolavori del patrimonio orale e immateriale dell'umanità", venne fatta nel 2001 e comprendeva 19 voci, cui se ne sono aggiunte altre 28 nel 2003. Un ulteriore elenco è stato reso pubblico il 25 novembre 2005.
La 32ª conferenza generale dell'UNESCO tenutasi a Parigi dal 29 settembre al 17 ottobre 2003 ha stabilito una Convenzione per la salvaguardia del patrimonio culturale immateriale che definisce il concetto in maniera più rigorosa. Vengono istituite la generica "Lista rappresentativa del patrimonio culturale immateriale dell'umanità", la "Lista del patrimonio culturale immateriale che necessita di urgente tutela" per i patrimoni a rischio di estinzione e la lista dei "Programmi, progetti e attività per la salvaguardia del patrimonio culturale immateriale", ovvero le iniziative locali che meglio riflettono i principi della Convenzione e che riceveranno l'assistenza internazionale.
A partire dal 2008 gli elenchi sono stati adeguati alla Convenzione e nuovi elementi sono stati aggiunti regolarmente ogni anno; i patrimoni già proclamati nel 2001-2005 sono stati tutti inseriti per primi nella Lista rappresentativa nel 2008, senza pregiudicare i criteri richiesti per le iscrizioni successive.
A dicembre 2024 gli elementi registrati sono 788 divisi in 150 paesi del mondo. L'elenco dei patrimoni che necessitano di salvaguardia urgente a dicembre 2024 comprende 81 elementi.

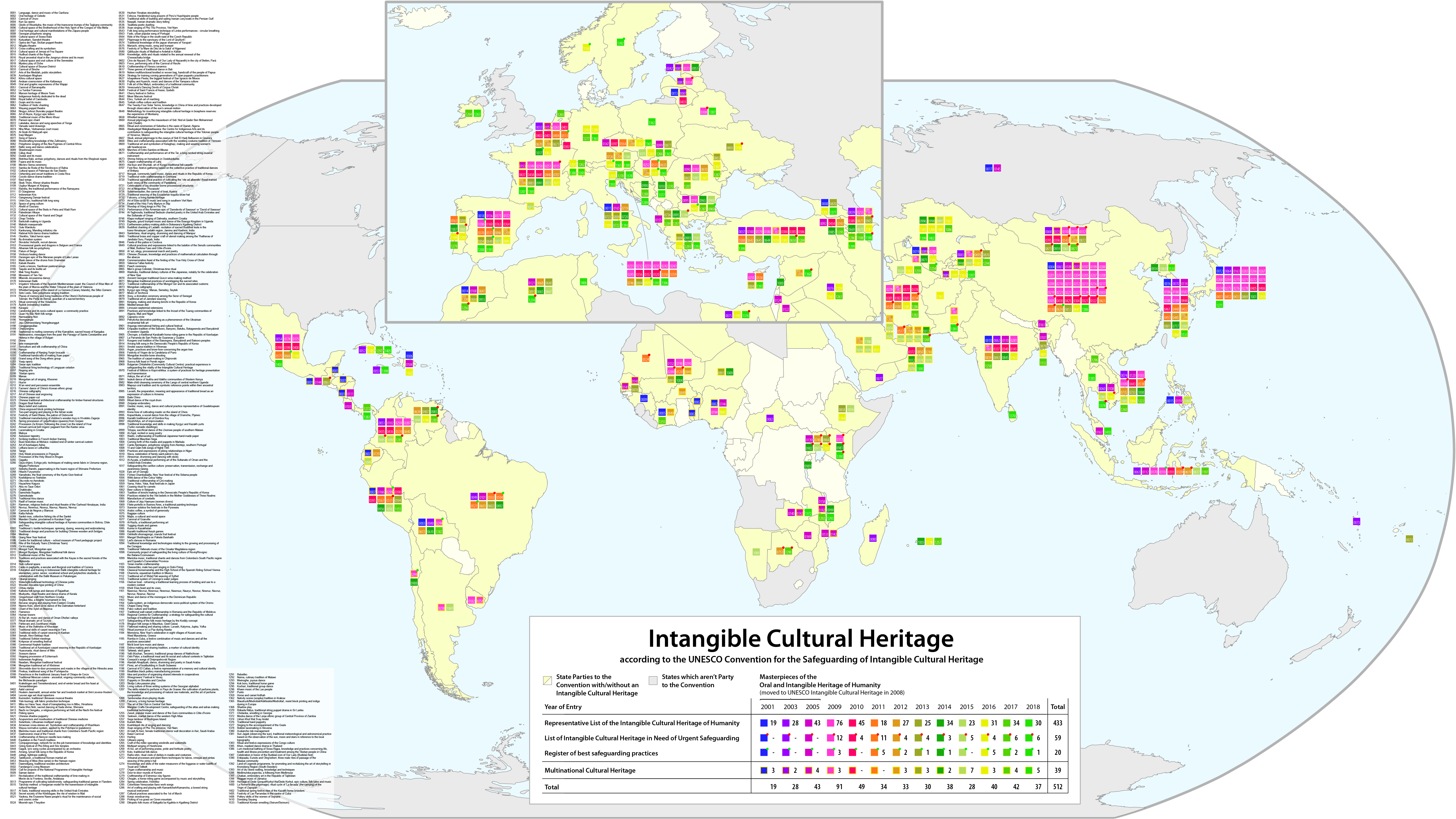
Un planisfero che mostra la distribuzione dei capolavori del patrimonio immateriale aggiornati al 2018. Nota: voci che travalicano i confini di uno stato sono state calcolate più volte, ridistribuendole nei vari paesi interessati.

### I paesi
Dati aggiornati a dicembre 2024
| Paese                            | Numero di patrimoni culturali immateriali iscritti dall'UNESCO |
| -------------------------------- | -------------------------------------------------------------- |
| Afghanistan                      | 4                                                              |
| Albania                          | 4                                                              |
| Algeria                          | 13                                                             |
| Andorra                          | 4                                                              |
| Angola                           | 1                                                              |
| Argentina                        | 3                                                              |
| Armenia                          | 8                                                              |
| Austria                          | 12                                                             |
| Azerbaigian                      | 24                                                             |
| Bahamas                          | 1                                                              |
| Bahrein                          | 4                                                              |
| Bangladesh                       | 5                                                              |
| Bielorussia                      | 6                                                              |
| Belgio                           | 20                                                             |
| Belize                           | 1                                                              |
| Benin                            | 1                                                              |
| Bhutan                           | 1                                                              |
| Bolivia                          | 9                                                              |
| Bosnia Erzegovina                | 6                                                              |
| Botswana                         | 4                                                              |
| Brasile                          | 10                                                             |
| Brunei                           | 1                                                              |
| Bulgaria                         | 8                                                              |
| Burkina Faso                     | 1                                                              |
| Burundi                          | 1                                                              |
| Capo Verde                       | 1                                                              |
| Cambogia                         | 7                                                              |
| Camerun                          | 2                                                              |
| Repubblica Centrafricana         | 1                                                              |
| Cile                             | 3                                                              |
| Cina                             | 44                                                             |
| Colombia                         | 15                                                             |
| Repubblica del Congo             | 1                                                              |
| Costa Rica                       | 1                                                              |
| Costa d'Avorio                   | 5                                                              |
| Croazia                          | 22                                                             |
| Cuba                             | 7                                                              |
| Cipro                            | 7                                                              |
| Repubblica Ceca                  | 10                                                             |
| Corea del Nord                   | 5                                                              |
| Repubblica Democratica del Congo | 1                                                              |
| Danimarca                        | 2                                                              |
| Gibuti                           | 2                                                              |
| Repubblica Dominicana            | 5                                                              |
| Ecuador                          | 4                                                              |
| Egitto                           | 10                                                             |
| Estonia                          | 7                                                              |
| Etiopia                          | 6                                                              |
| Finlandia                        | 4                                                              |
| Francia                          | 30                                                             |
| Gambia                           | 1                                                              |
| Georgia                          | 4                                                              |
| Germania                         | 10                                                             |
| Ghana                            | 1                                                              |
| Grecia                           | 11                                                             |
| Grenada                          | 2                                                              |
| Guatemala                        | 5                                                              |
| Guinea                           | 1                                                              |
| Haiti                            | 2                                                              |
| Honduras                         | 2                                                              |
| Ungheria                         | 10                                                             |
| Islanda                          | 1                                                              |
| India                            | 15                                                             |
| Indonesia                        | 16                                                             |
| Iran                             | 26                                                             |
| Iraq                             | 10                                                             |
| Irlanda                          | 5                                                              |
| Italia                           | 20                                                             |
| Giamaica                         | 3                                                              |
| Giappone                         | 23                                                             |
| Giordania                        | 7                                                              |
| Kazakistan                       | 14                                                             |
| Kenya                            | 5                                                              |
| Kuwait                           | 5                                                              |
| Kirghizistan                     | 15                                                             |
| Laos                             | 3                                                              |
| Lettonia                         | 3                                                              |
| Libano                           | 3                                                              |
| Lituania                         | 4                                                              |
| Lussemburgo                      | 6                                                              |
| Madagascar                       | 3                                                              |
| Malawi                           | 6                                                              |
| Malaysia                         | 9                                                              |
| Mali                             | 9                                                              |
| Malta                            | 3                                                              |
| Mauritania                       | 8                                                              |
| Mauritius                        | 4                                                              |
| Messico                          | 12                                                             |
| Stati Federati di Micronesia     | 1                                                              |
| Mongolia                         | 17                                                             |
| Montenegro                       | 1                                                              |
| Marocco                          | 15                                                             |
| Mozambico                        | 3                                                              |
| Myanmar                          | 1                                                              |
| Namibia                          | 2                                                              |
| Paesi Bassi                      | 5                                                              |
| Nicaragua                        | 2                                                              |
| Niger                            | 2                                                              |
| Nigeria                          | 8                                                              |
| Macedonia del Nord               | 6                                                              |
| Norvegia                         | 6                                                              |
| Oman                             | 16                                                             |
| Pakistan                         | 3                                                              |
| Panama                           | 4                                                              |
| Paraguay                         | 3                                                              |
| Perù                             | 14                                                             |
| Filippine                        | 6                                                              |
| Polonia                          | 6                                                              |
| Portogallo                       | 11                                                             |
| Qatar                            | 5                                                              |
| Corea del Sud                    | 23                                                             |
| Moldavia                         | 4                                                              |
| Romania                          | 10                                                             |
| Russia                           | 2                                                              |
| Ruanda                           | 1                                                              |
| Samoa                            | 1                                                              |
| Arabia Saudita                   | 16                                                             |
| Senegal                          | 3                                                              |
| Serbia                           | 6                                                              |
| Seychelles                       | 1                                                              |
| Singapore                        | 2                                                              |
| Slovacchia                       | 10                                                             |
| Slovenia                         | 7                                                              |
| Somalia                          | 1                                                              |
| Spagna                           | 26                                                             |
| Sri Lanka                        | 2                                                              |
| Stato di Palestina               | 8                                                              |
| Sudan                            | 5                                                              |
| Svezia                           | 4                                                              |
| Svizzera                         | 10                                                             |
| Siria                            | 7                                                              |
| Tagikistan                       | 12                                                             |
| Thailandia                       | 6                                                              |
| Timor est                        | 1                                                              |
| Togo                             | 2                                                              |
| Tonga                            | 1                                                              |
| Tunisia                          | 9                                                              |
| Turchia                          | 31                                                             |
| Turkmenistan                     | 9                                                              |
| Uganda                           | 6                                                              |
| Ucraina                          | 7                                                              |
| Emirati Arabi Uniti              | 16                                                             |
| Uruguay                          | 2                                                              |
| Uzbekistan                       | 16                                                             |
| Vanuatu                          | 1                                                              |
| Venezuela                        | 10                                                             |
| Vietnam                          | 16                                                             |
| Yemen                            | 5                                                              |
| Zambia                           | 6                                                              |
| Zimbabwe                         | 2                                                              |

## Continuità orale

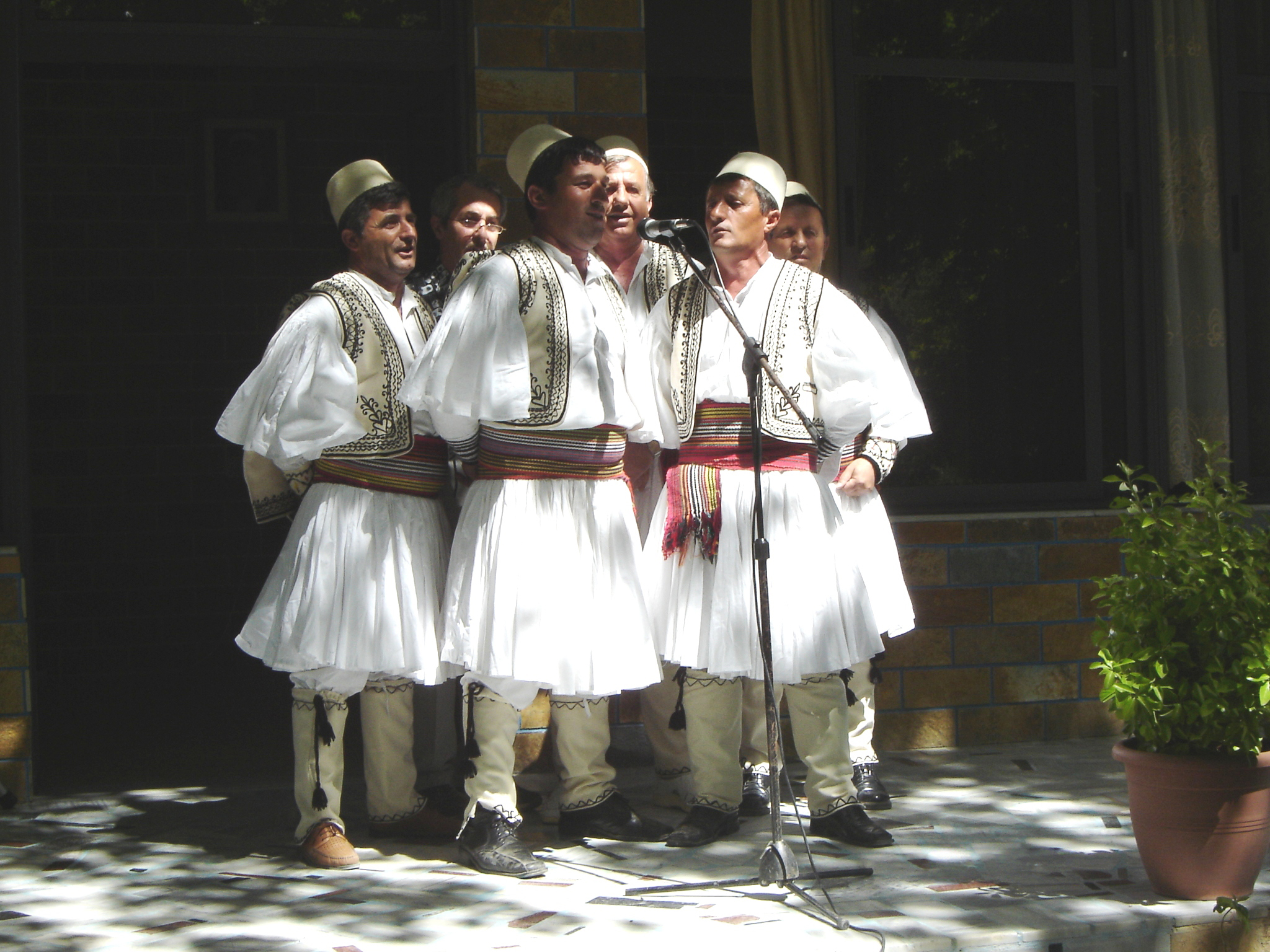
Gruppo folk polifonico albanese che indossa qeleshe e fustanella a Skrapar

Il patrimonio culturale immateriale è passato per via orale all'interno di una comunità, e mentre ci possono essere individui noti come portatori di tradizione, l'ICH è spesso più ampio delle proprie capacità o conoscenze. Un rapporto del governo di Terranova e Labrador del 2006 ha afferma, riguardo alla cultura orale nella loro area, "I processi coinvolti nella continuazione di questa conoscenza tradizionale costituiscono uno degli aspetti più interessanti del nostro patrimonio vivente. Ogni membro della comunità possiede un pezzo della conoscenza condivisa. La conoscenza cruciale viene trasmessa durante le attività della comunità, spesso senza alcuna attenzione cosciente al processo."

## Salvaguardia
Nel 2003 l'UNESCO ha adottato la Convenzione per la salvaguardia del patrimonio culturale immateriale. Questa è entrata in vigore il 20 aprile 2006. La Convenzione raccomanda che paesi e studiosi sviluppino inventari di ICH nel loro territorio, così come lavorano con i gruppi che mantengono questi ICH per assicurare la loro esistenza continua; prevede inoltre che i fondi vengano raccolti volontariamente tra i membri dell'UNESCO e quindi erogati per sostenere il mantenimento dell'ICH riconosciuto. L'UNESCO ha anche creato altri programmi di cultura immateriale, come una lista dei capolavori del patrimonio orale e immateriale dell'umanità. Questa lista è iniziata nel 2001 con 19 articoli e altri 28 sono stati elencati nel 2003 e altri 43 nel 2005. In parte, l'elenco è stato visto come un modo per correggere lo squilibrio nella lista del patrimonio mondiale, che ha escluso molte culture dell'emisfero meridionale prive di monumenti o altre manifestazioni culturali materiali. È stato sostituito nel 2008 dalle liste dei beni culturali intangibili dell'UNESCO.
Recentemente si è discusso molto sulla protezione del patrimonio culturale immateriale attraverso i diritti di proprietà intellettuale, nonché sull'opportunità di farlo attraverso questo quadro giuridico e i rischi di mercificazione derivati da questa possibilità. Il problema rimane ancora aperto come questione legale.